# Усі відтінки темряви (фільм)
«Всі відтінки темряви» («Tutti i colori del buio») — італійський кінофільм у стилі джалло 1972 року, знятий режисером Серджо Мартіно, з Джорджем Гілтоном і Едвіж Фенек у головних ролях.

## Сюжет
Джейн живе у Лондоні зі своїм хлопцем Річардом. Коли їй було п'ять років, її мати була вбита, а сама вона нещодавно втратила дитину в автокатастрофі. Ночами її мучать кошмари, в яких є блакитноокий чоловік із ножем. У той час як Річард вважає, що найкращі ліки — це вітаміни, а сестра Джейн Барбара рекомендує психоаналіз, нова сусідка обіцяє, що якщо Джейн візьме участь у Чорній месі, всі її страхи зникнуть. Джейн бере участь у месі, але це лише пожвавлює її кошмари.

## У ролях
- Джордж Гілтон — Річард Стіл
- Едвіж Фенек — Джейн Гаррісон
- Іван Рассімов — Марк Коган
- Джордж Ріго — доктор Бертон
- С'юзен Скотт — Барбара Гаррісон
- Маріна Мальфатті — Мері Вейл
- Лучано Пігоцці — адвокат Франциск Клей
- Джуліан Угарте — Дж. П. Макбраян
- Домінік Бошеро — мати Джейн
- Марія Кумані Квазімодо — похила сусідка
- Ренато К'янтоні — містер Майн
- Том Феллегі — інспектор Сміт

## Знімальна група
- Режисер — Серджо Мартіно
- Сценарій — Сантьяго Монкада, Ернесто Гастальді, Сауро Скаволіні
- Продюсер — Міно Лой, Лучано Мартіно
- Оператор — Джанкарло Феррандо, Мігель Фернандез Міла
- Композитор — Бруно Ніколаі[it]
- Художники — Джеймі Перез Куберо, Хосе Луїз Галісія
- Костюми — Джулія Мафаї
- Грим — Джузеппе Ферранте

## Додаткова література
- Roberto Curti[it]. Italian Gothic Horror Films, 1970—1979. — Jefferson, North Carolina : McFarland & Company, 2017. — 246 p. — ISBN 978-1476664699.